# Liste der Flughäfen in Argentinien
Die Liste der Flughäfen in Argentinien enthält die Verkehrsflughäfen in Argentinien, sortiert nach dem Ort, an dem sich der Flughafen befindet.
Aufgrund der großen Distanzen zwischen den einzelnen Städten besitzen sogar viele kleine Städte einen eigenen Flughafen. Von der Bevölkerung wird aufgrund des Preises jedoch meistens das weit ausgebaute Fernbusnetz bevorzugt. Aus diesem Grund haben auch nur die Flughäfen in Buenos Aires (Ezeiza und Newberry) sowie der Flughafen Córdoba eine Passagieranzahl von über eine Million Passagieren.

## Flughäfen

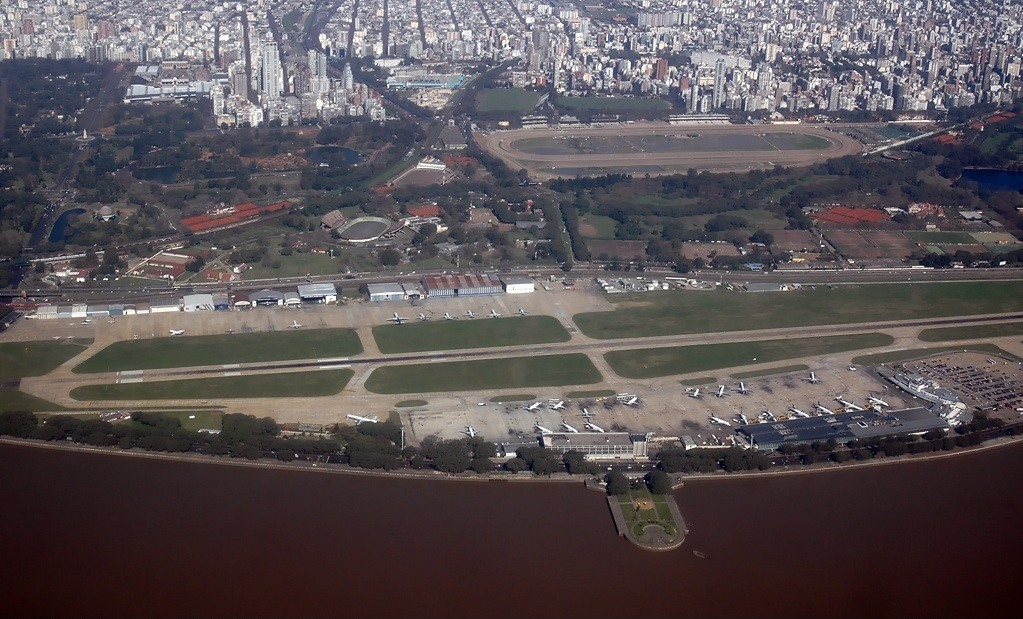
Flughafen Buenos Aires-Jorge Newbery in Buenos Aires

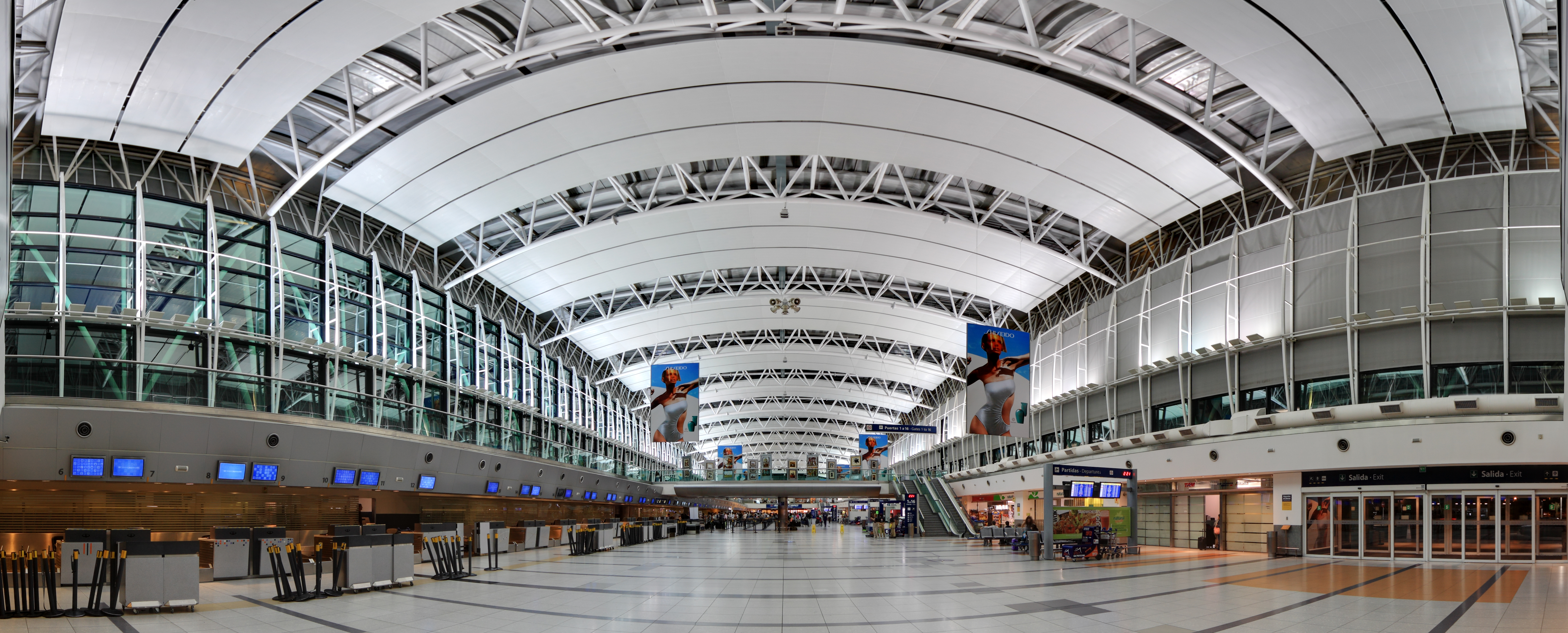
Flughafen Buenos Aires-Ezeiza in Ezeiza (Buenos Aires)

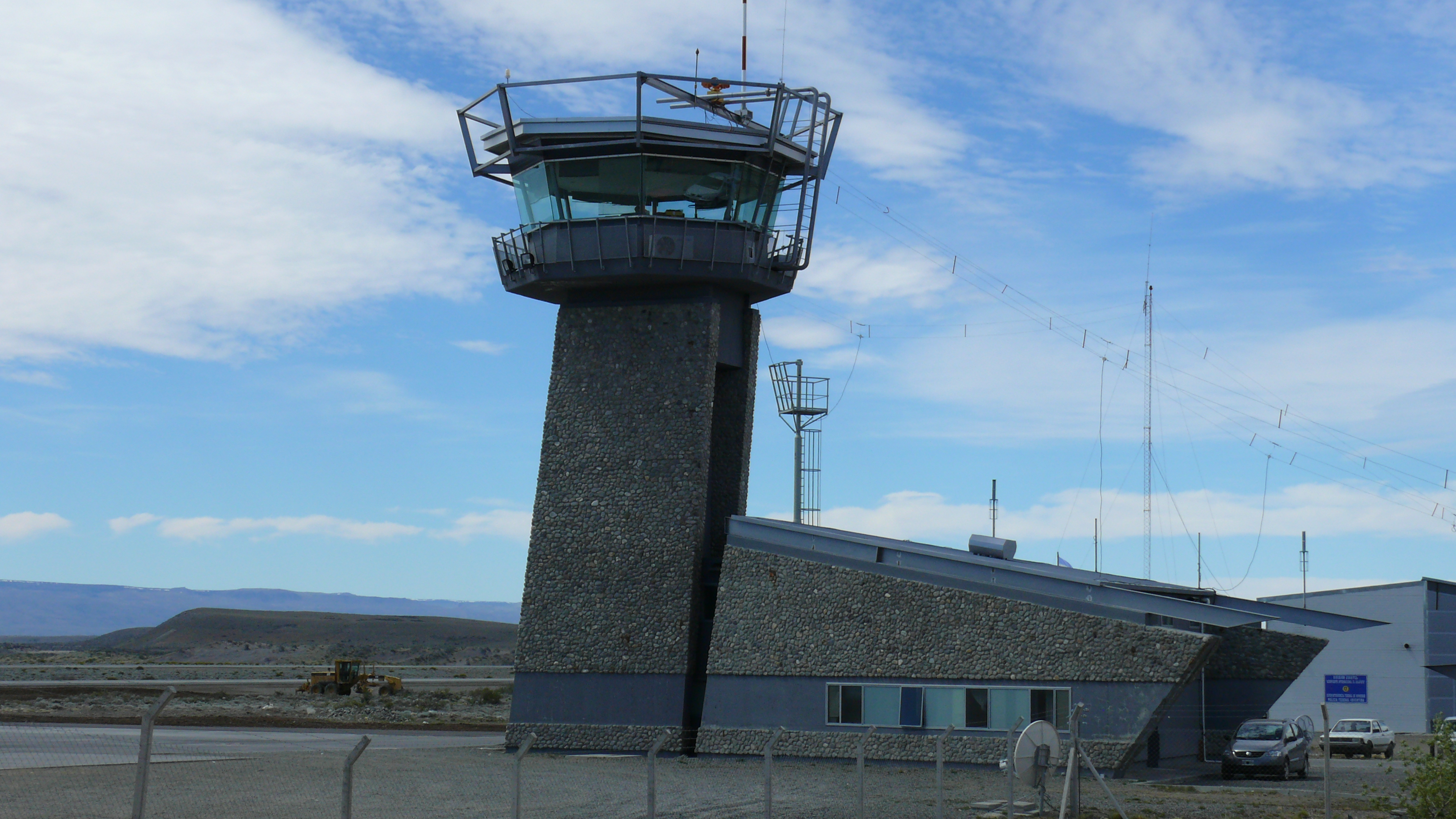
Flughafen El Calafate

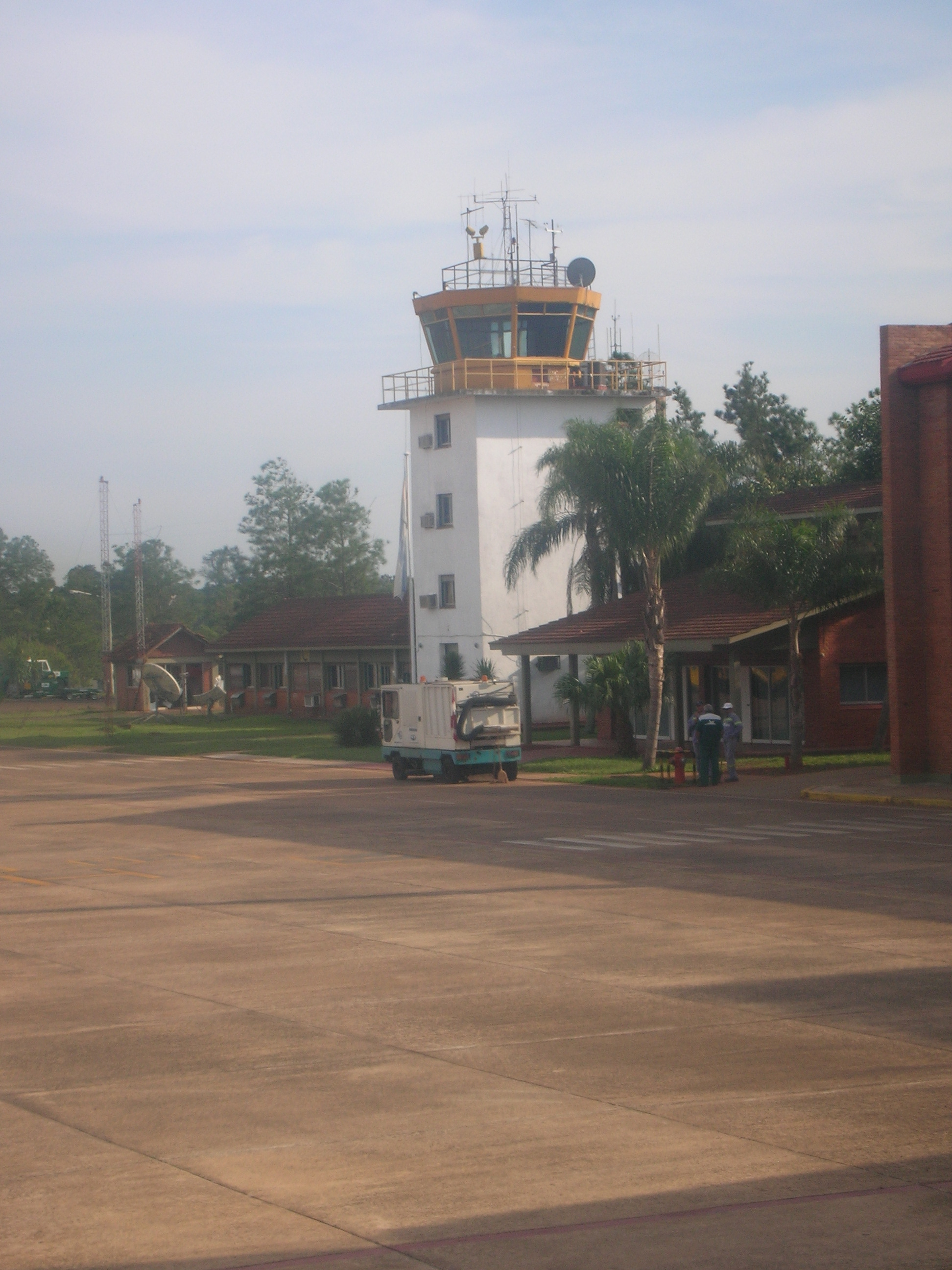
Flughafen Cataratas del Iguazú in Puerto Iguazú

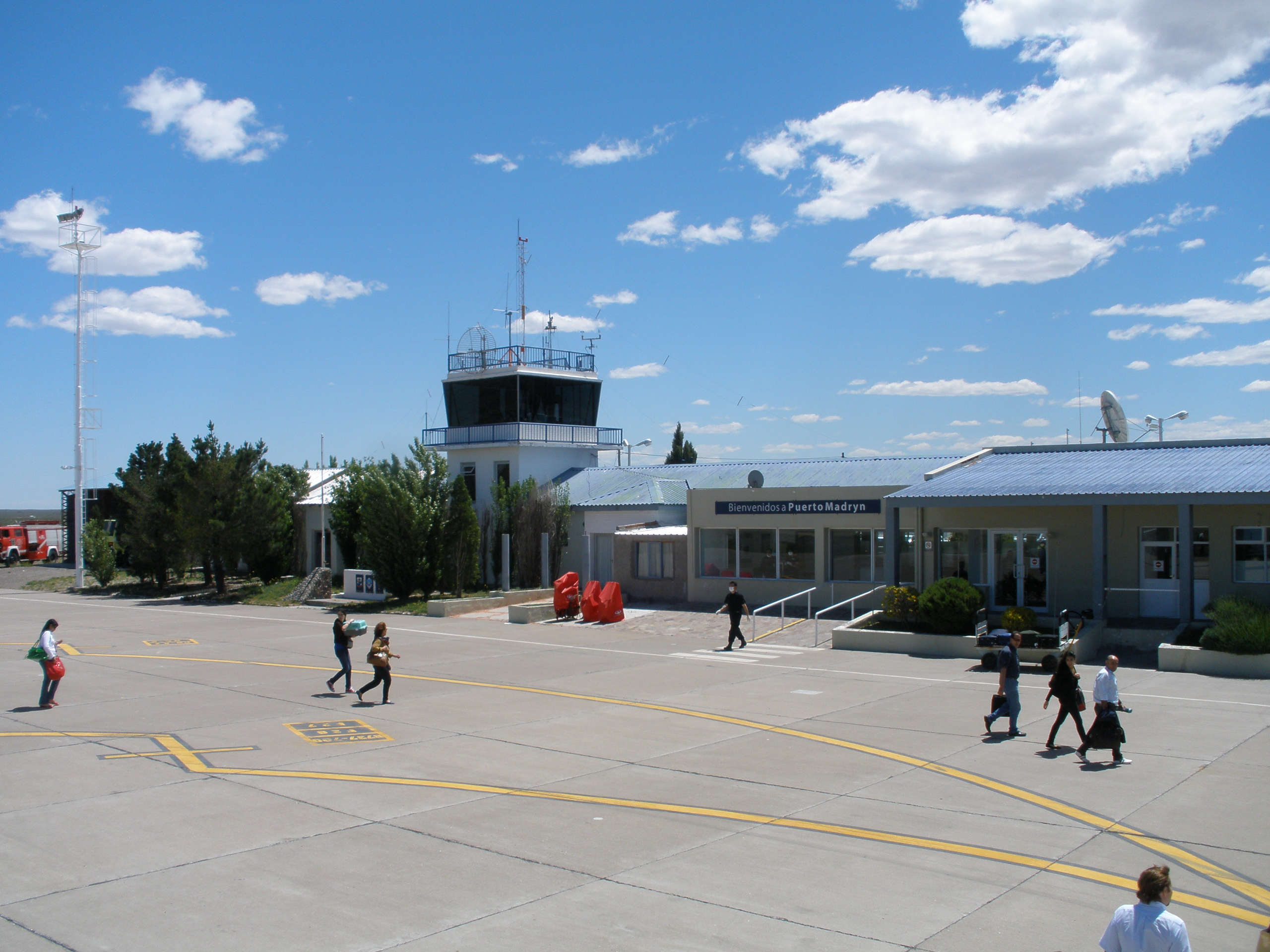
Flughafen El Tehuelche in Puerto Madryn

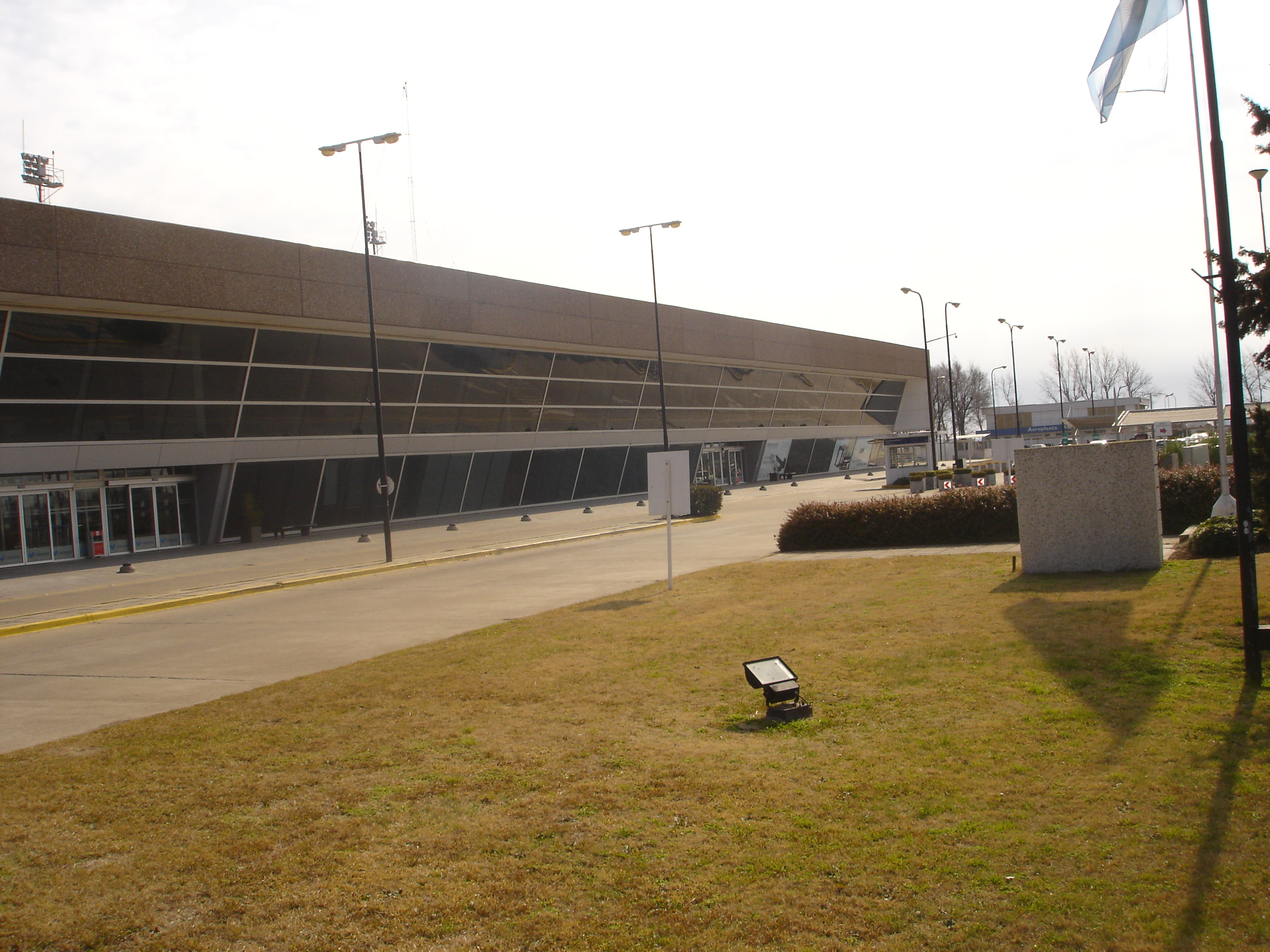
Flughafen Rosario

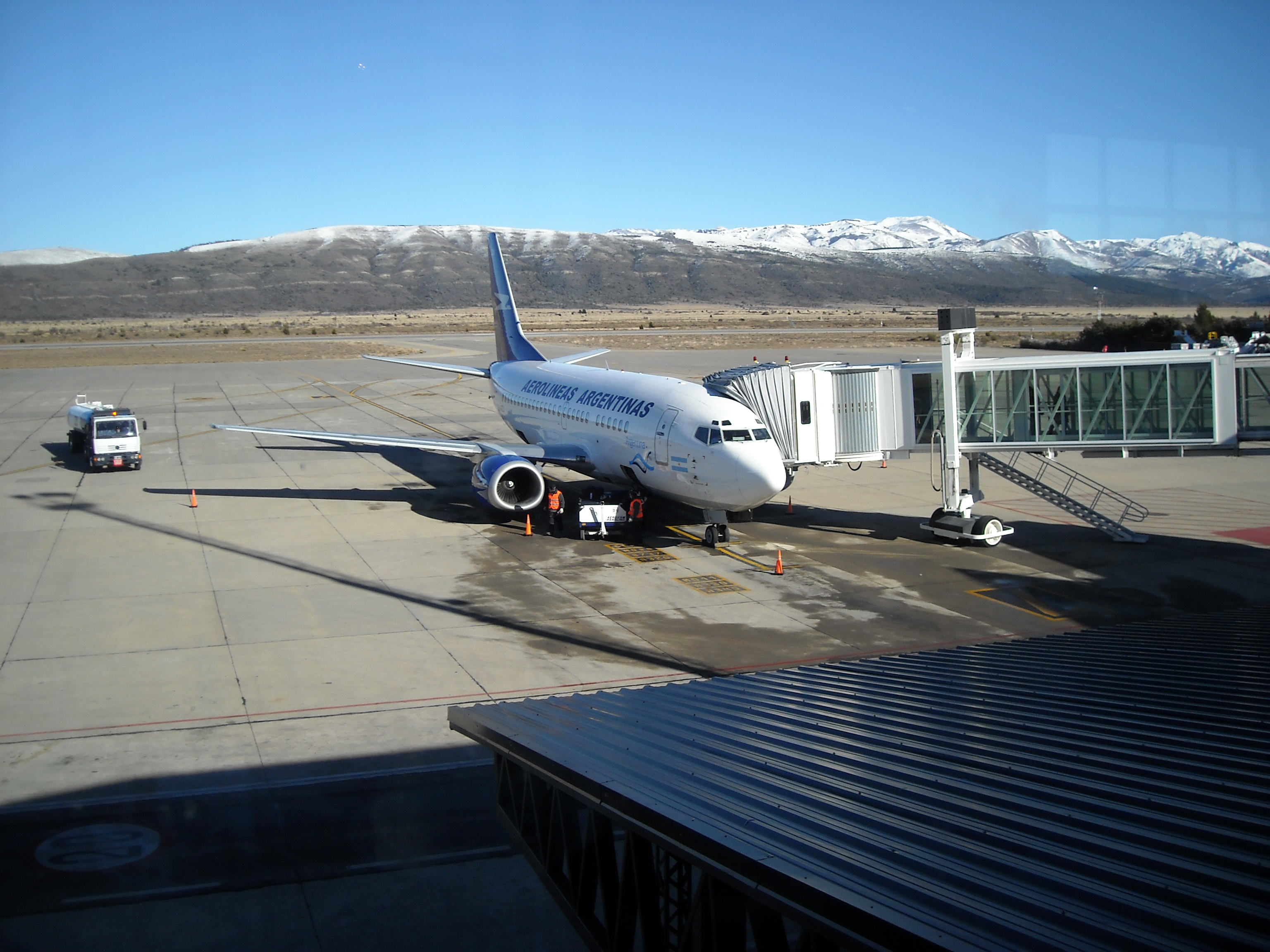
Flughafen Bariloche

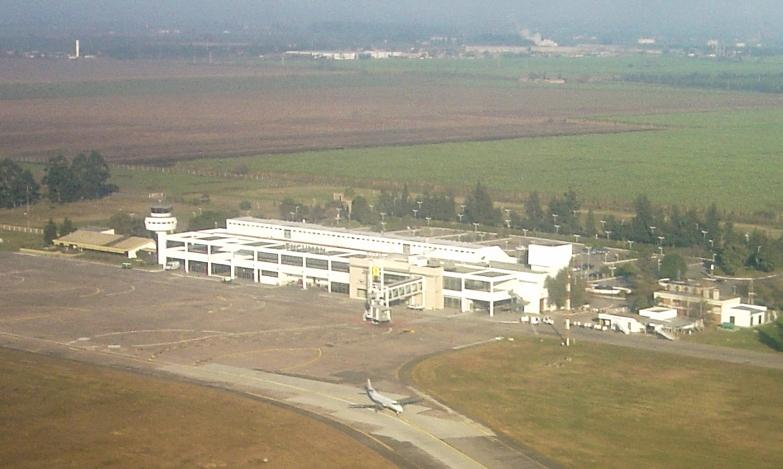
Flughafen San Miguel de Tucumán

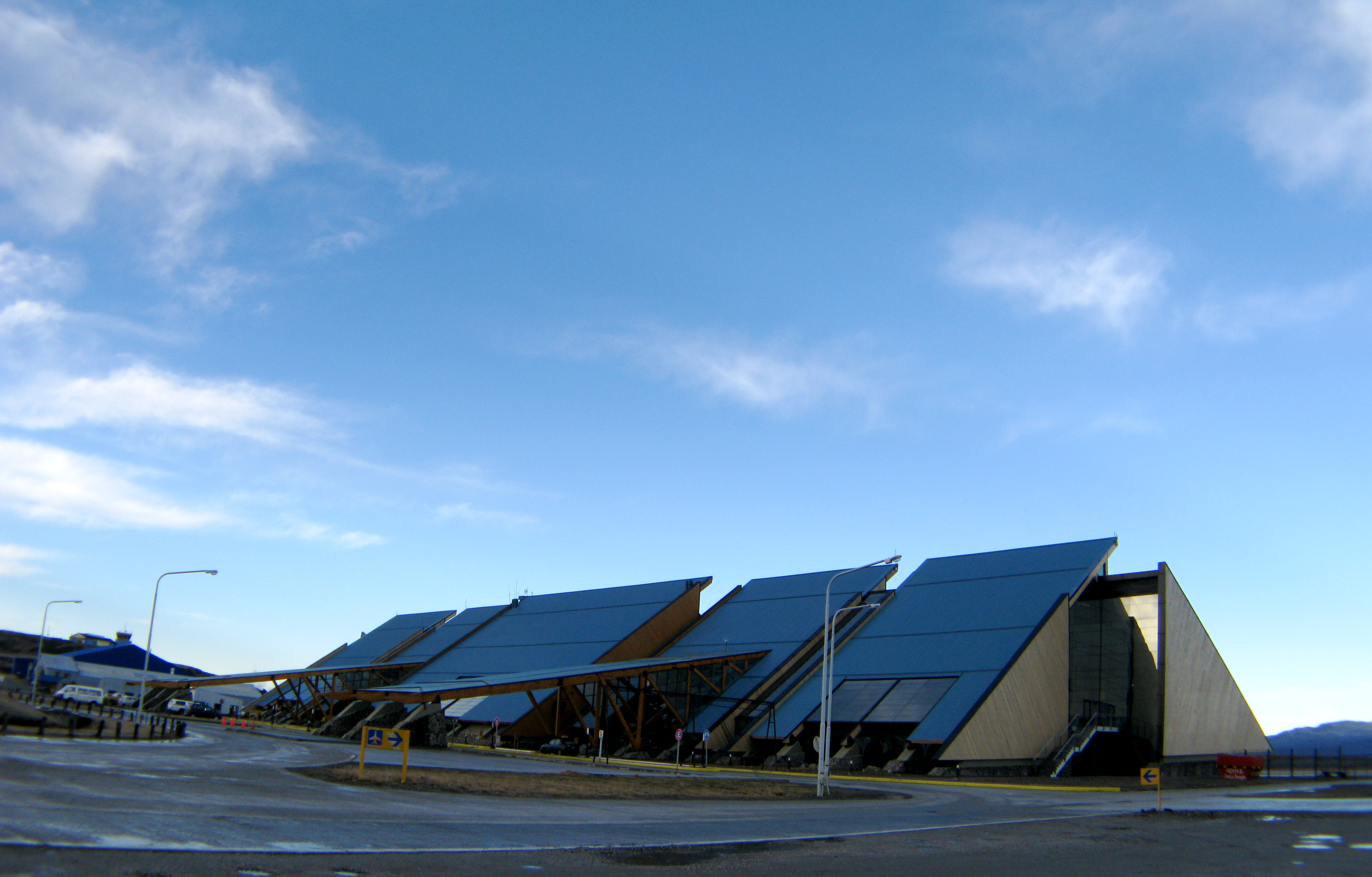
Flughafen Ushuaia

| Ort                     | Provinz              | ICAO-Code | IATA-Code | Name des Flughafens                                        |
| ----------------------- | -------------------- | --------- | --------- | ---------------------------------------------------------- |
| Alto Río Senguer        | Chubut               | SAVR      | ARR       | Flughafen Alto Río Senguer                                 |
| Azul                    | Provinz Buenos Aires | SAZA      |           | Flughafen Azul                                             |
| Bahía Blanca            | Provinz Buenos Aires | SAZB      | BHI       | Flughafen Comandante Espora                                |
| Bolívar                 | Provinz Buenos Aires | SAZI      |           | Flughafen Bolívar                                          |
| Buenos Aires            | Stadt Buenos Aires   | SABE      | AEP       | Flughafen Buenos Aires-Jorge Newbery                       |
| Catamarca               | Catamarca            | SANC      | CTC       | Flughafen Coronel Felipe Varela                            |
| Caviahue                | Neuquén              | SAHE      | CVH       | Flughafen Caviahue                                         |
| Ceres                   | Santa Fe             | SANW      | CRR       | Flughafen Ceres                                            |
| Chepes                  | La Rioja             | SACP      |           | Flughafen Chepes                                           |
| Chilecito               | La Rioja             | SANO      |           | Flughafen Chilecito                                        |
| Clorinda                | Formosa              | SATC      | CLX       | Flughafen Clorinda                                         |
| Colonia Catriel         | Río Negro            |           | CCT       | Flughafen Colonia Catriel                                  |
| Comodoro Rivadavia      | Chubut               | SAVC      | CRD       | Flughafen General Enrique Mosconi                          |
| Concordia               | Entre Ríos           | SAAC      | COC       | Flughafen Comodoro J.J. Pierrestegui                       |
| Córdoba                 | Córdoba              | SACO      | COR       | Flughafen Córdoba                                          |
| Corrientes              | Corrientes           | SARC      | CNQ       | Flughafen Doctor Fernando Piragine Niveyro                 |
| Curuzú Cuatiá           | Corrientes           | SATU      | UZU       | Flughafen Curuzú Cuatiá                                    |
| Cutral-Có               | Neuquén              | SAZW      | CUT       | Flughafen Cutral-Có                                        |
| El Bolsón               | Río Negro            | SAVB      | EHL       | Flughafen El Bolsón                                        |
| El Calafate             | Santa Cruz           | SAWC      | FTE       | Flughafen El Calafate                                      |
| El Maitén               | Chubut               | SAVD      | EMX       | Flughafen El Maitén                                        |
| El Palomar              | Provinz Buenos Aires | SAPD      | EPA       | Flughafen Buenos Aires-El Palomar                          |
| Esquel                  | Chubut               | SAVE      | EQS       | Flughafen Esquel                                           |
| Ezeiza                  | Provinz Buenos Aires | SAEZ      | EZE       | Flughafen Buenos Aires-Ezeiza                              |
| Formosa                 | Formosa              | SARF      | FMA       | Flughafen Formosa                                          |
| General Pico            | La Pampa             | SAZG      | GPO       | Flughafen General Pico                                     |
| General Roca            | Río Negro            | SAHR      |           | Flughafen General Roca                                     |
| Gobernador Gregores     | Santa Cruz           | SAWR      | GGS       | Flughafen Gobernador Gregores                              |
| Goya                    | Corrientes           | SATG      | OYA       | Flughafen Goya                                             |
| Gualeguaychú            | Entre Ríos           | SAAG      | GHU       | Flughafen Gualeguaychú                                     |
| Isla Martín García      | Provinz Buenos Aires | SAAK      | MGI       | Flughafen Martín García                                    |
| José de San Martín      | Chubut               | SAWS      | JSM       | Flughafen José de San Martín                               |
| Junín                   | Provinz Buenos Aires | SAAJ      | JNI       | Flughafen Junín                                            |
| La Cumbre               | Córdoba              | SACC      | LCM       | Flughafen La Cumbre                                        |
| La Plata                | Provinz Buenos Aires | SADL      | LPG       | Flughafen La Plata                                         |
| La Rioja                | La Rioja             | SANL      | IRJ       | Flughafen Capitán Vicente Almandos Amonacide               |
| Las Heras               | Santa Cruz           | SAVH      | LHS       | Flughafen Las Heras                                        |
| Las Lomitas             | Formosa              | SATK      | LLS       | Flughafen Alférez Armando Rodríguez                        |
| Malargüe                | Mendoza              | SAMM      | LGS       | Flughafen Comodoro Ricardo Salomón                         |
| Mar del Plata           | Provinz Buenos Aires | SAZM      | MDQ       | Flughafen Astor Piazzolla                                  |
| Mercedes                | Corrientes           | SATM      | MDX       | Flughafen Mercedes                                         |
| Mendoza                 | Mendoza              | SAME      | MDZ       | Flughafen Mendoza                                          |
| Miramar                 | Provinz Buenos Aires |           | MJR       | Flughafen Miramar                                          |
| Monte Caseros           | Corrientes           | SARM      | MCS       | Flughafen Monte Caseros                                    |
| Morón (Argentinien)     | Provinz Buenos Aires | SADM      | MOR       | Flughafen Morón                                            |
| Necochea                | Provinz Buenos Aires | SAZO      | NEC       | Flughafen Edgardo Hugo Yelpo                               |
| Neuquén                 | Neuquén              | SAZN      | NQN       | Flughafen Presidente Perón                                 |
| Orán                    | Salta                | SASO      | ORA       | Flughafen Orán                                             |
| Paraná                  | Entre Ríos           | SAAP      | PRA       | Flughafen General Justo José de Urquiza                    |
| Paso de los Libres      | Corrientes           | SARL      | AOL       | Flughafen Paso de los Libres                               |
| Pehuajó                 | Provinz Buenos Aires | SAZP      | PEH       | Flughafen Comodoro P. Zanni                                |
| Perito Moreno           | Santa Cruz           | SAWP      | PMQ       | Flughafen Perito Moreno                                    |
| Posadas                 | Misiones             | SARP      | PSS       | Flughafen Libertador General José de San Martín            |
| Puerto Deseado          | Santa Cruz           | SAWD      | PUD       | Flughafen Puerto Deseado                                   |
| Puerto Iguazú           | Misiones             | SARI      | IGR       | Flughafen Cataratas del Iguazú                             |
| Puerto Madryn           | Chubut               | SAVY      | PMY       | Flughafen El Tehuelche                                     |
| Rafaela                 | Santa Fe             | SAFR      | RAF       | Flugplatz Rafaela                                          |
| Reconquista             | Santa Fe             | SATR      | RCQ       | Flughafen Daniel Jurkic                                    |
| Resistencia             | Chaco                | SARE      | RES       | Flughafen Resistencia                                      |
| Rincón de los Sauces    | Neuquén              | SAHS      | RDS       | Flughafen Rincón de los Sauces                             |
| Río Cuarto              | Córdoba              | SAOC      | RCU       | Flughafen Las Higueras                                     |
| Río Gallegos            | Santa Cruz           | SAWG      | RGL       | Flughafen Piloto Civil Norberto Fernández                  |
| Río Grande              | Tierra del Fuego     | SAWE      | RGA       | Flughafen Río Grande                                       |
| Río Mayo                | Chubut               | SAWM      | ROY       | Flughafen Río Mayo                                         |
| Río Turbio              | Santa Cruz           | SAWT      | RYO       | Flughafen Turbio                                           |
| Rosario                 | Santa Fe             | SAAR      | ROS       | Flughafen Rosario                                          |
| Salta                   | Salta                | SASA      | SLA       | Flughafen Martín Miguel de Güemes                          |
| San Antonio Oeste       | Santa Cruz           | SAVO      | OES       | Flughafen San Antonio Oeste                                |
| San Carlos de Bariloche | Río Negro            | SAZS      | BRC       | Flughafen Bariloche                                        |
| San Fernando            | Provinz Buenos Aires | SADF      | FDO       | Flughafen San Fernando                                     |
| San Juan                | San Juan             | SANU      | UAQ       | Flughafen Domingo Faustino Sarmiento                       |
| San Julián              | Santa Cruz           | SAWJ      | ULA       | Flughafen Capitán José Daniel Vazquez                      |
| San Luis                | San Luis             | SAOU      | LUQ       | Flughafen Brigadier Mayor Cesar Raúl Ojeda                 |
| San Martín de los Andes | Neuquén              | SAZY      | CPC       | Flughafen Aviador Carlos Campos                            |
| San Miguel de Tucumán   | Tucumán              | SANT      | TUC       | Flughafen San Miguel de Tucumán                            |
| San Rafael              | Mendoza              | SAMR      | AFA       | Flughafen Suboficial Ayudante Santiago Germano             |
| San Salvador de Jujuy   | Jujuy                | SASJ      | JUJ       | Flughafen Jujuy                                            |
| Santa Cruz              | Santa Cruz           | SAWU      | RZA       | Flughafen Santa Cruz                                       |
| Sauce Viejo             | Santa Fe             | SAAV      | SFN       | Flughafen Sauce Viejo                                      |
| Santa Rosa              | La Pampa             | SAZR      | RSA       | Flughafen Santa Rosa                                       |
| Santa Teresita          | Provinz Buenos Aires | SAZL      | SST       | Flughafen Santa Teresita                                   |
| Santiago del Estero     | Santiago del Estero  | SANE      | SDE       | Flughafen Vicecomodoro Ángel de la Paz Aragonés            |
| Sierra Grande           | Río Negro            | SAVS      | SGV       | Flughafen Sierra Grande                                    |
| Tandil                  | Provinz Buenos Aires | SAZT      | TDL       | Flughafen Tandil                                           |
| Tartagal                | Salta                | SAST      | TTG       | Flughafen Tartagal                                         |
| Termas de Río Hondo     | Santiago del Estero  | SANH      | RHD       | Flughafen Las Termas                                       |
| Trelew                  | Chubut               | SAVT      | REL       | Flughafen Almirante Marco Andrés Zar                       |
| Tres Arroyos            | Provinz Buenos Aires | SAZH      | OYO       | Flughafen Municipal Primer Teniente Héctor Ricardo Volponi |
| Ushuaia                 | Tierra del Fuego     | SAWH      | USH       | Flughafen Ushuaia                                          |
| Viedma                  | Río Negro            | SAVV      | VDM       | Flughafen Gobernador Edgardo Castello                      |
| Villa Dolores           | Córdoba              | SAOD      | VDR       | Flughafen Villa Dolores                                    |
| Villa Gesell            | Provinz Buenos Aires | SAZV      | VLG       | Flughafen Villa Gesell                                     |
| Villa Reynolds          | San Luis             | SAOR      | VME       | Flughafen Villa Reynolds                                   |
| Zapala                  | Neuquén              | SAHZ      | APZ       | Flughafen Zapala                                           |